# Climat de Montauban
 (novembre 2023).

## Températures
| Mois                                               | jan.           | fév.          | mars           | avril          | mai            | juin          | jui.           | août           | sep.           | oct.           | nov.           | déc.            | année           |
| -------------------------------------------------- | -------------- | ------------- | -------------- | -------------- | -------------- | ------------- | -------------- | -------------- | -------------- | -------------- | -------------- | --------------- | --------------- |
| Température minimale moyenne (°C)                  | 1,9            | 2,2           | 4,5            | 6,9            | 10,7           | 14,1          | 16,2           | 15,9           | 12,6           | 9,6            | 5,3            | 2,6             | 8,6             |
| Température moyenne (°C)                           | 5,6            | 6,8           | 9,8            | 12,3           | 16,2           | 19,8          | 22,2           | 22             | 18,7           | 14,7           | 9,2            | 6               | 13,6            |
| Température maximale moyenne (°C)                  | 9,2            | 11,4          | 15,1           | 17,7           | 21,8           | 25,5          | 28,3           | 28,1           | 24,8           | 19,8           | 13,1           | 9,5             | 18,7            |
| Record de froid (°C) date du record                | −20 1985 (16)  | −18 1963 (04) | −9,3 2005 (01) | −2,1 2021 (08) | −1 1960 (01)   | 5,8 1972 (08) | 6 1978 (08)    | 5,8 1986 (30)  | 1 1977 (22)    | −3,2 2003 (25) | −8,4 2007 (18) | −10,6 2001 (25) | −20 16/01/1985  |
| Record de chaleur (°C) date du record              | 18,5 1995 (25) | 25 2019 (27)  | 27,8 1981 (25) | 30,3 2005 (30) | 33,5 2001 (30) | 40 2019 (27)  | 40,1 2019 (23) | 42,6 2023 (04) | 36,1 2005 (03) | 34,2 2023 (01) | 24,8 2011 (02) | 19,4 2006 (05)  | 42,6 24/08/2023 |
| Nombre de jours avec température minimale ≤ −10 °C | 0,3            |               |                |                |                |               |                |                |                |                |                | 0,1             | 0,4             |
| Nombre de jours avec température minimale ≤ –5 °C  | 1,9            | 0,8           | 0,2            |                |                |               |                |                |                |                | 0,4            | 1,3             | 4,6             |
| Nombre de jours avec température maximale ≤ 0 °C   | 1,2            | 0,1           |                |                |                |               |                |                |                |                | 0,1            | 0,8             | 2,2             |
| Nombre de jours avec température maximale ≥ 25 °C  |                |               | 0,3            | 1,7            | 8,1            | 16,1          | 23,3           | 23,5           | 15             | 3,6            |                |                 | 91,5            |
| Nombre de jours avec température maximale ≥ 30 °C  |                |               |                | 0              | 0,9            | 6,1           | 11,3           | 10,4           | 3,5            | 0,2            |                |                 | 32,4            |
| Degrés jour unifiés                                | 385,9          | 316,4         | 254,4          | 171,3          | 72,7           | 18,3          | 2,2            | 3              | 27,7           | 112            | 264,4          | 370,6           | 1 998,9         |

## Ensoleillement
| Mois                                      | jan. | fév.  | mars  | avril | mai   | juin  | jui.  | août  | sep.  | oct.  | nov. | déc. | année   |
| ----------------------------------------- | ---- | ----- | ----- | ----- | ----- | ----- | ----- | ----- | ----- | ----- | ---- | ---- | ------- |
| Ensoleillement (h)                        | 87,4 | 117,5 | 177,2 | 187   | 217,5 | 239,4 | 263,6 | 251,4 | 209,2 | 149,8 | 88,7 | 77,5 | 2 066,1 |
| Nombre de jours sans ensoleillement       | 8,7  | 4,2   | 3,3   | 2,6   | 2,3   | 1,3   | 0,9   | 0,7   | 1,4   | 3     | 6,8  | 9,3  | 44,2    |
| Nombre de jours avec ensoleillement ≥ 1 h | 15,8 | 11,3  | 10    | 8,6   | 8,2   | 6,6   | 5     | 4,7   | 6     | 10,5  | 15   | 16,4 | 117,9   |
| Nombre de jours avec ensoleillement ≥ 5 h | 4,5  | 5,9   | 9,2   | 6,8   | 7,1   | 8,2   | 10,1  | 10,1  | 10,5  | 6,7   | 3,9  | 3,5  | 86,2    |

## Pluviométrie
| Mois                                             | jan.           | fév.           | mars         | avril          | mai          | juin           | jui.           | août         | sep.           | oct.            | nov.           | déc.           | année            |
| ------------------------------------------------ | -------------- | -------------- | ------------ | -------------- | ------------ | -------------- | -------------- | ------------ | -------------- | --------------- | -------------- | -------------- | ---------------- |
| Précipitations (mm)                              | 56,5           | 54,9           | 50           | 75,1           | 72,7         | 64,8           | 45,1           | 50,5         | 60,7           | 61,2            | 58,7           | 61,7           | 711,9            |
| Record de pluie en 24 h (mm) date du record      | 77,5 1936 (29) | 54,6 1990 (12) | 59 2017 (31) | 50,2 1909 (26) | 73 1957 (28) | 67,8 2002 (04) | 69,4 1988 (23) | 84 1944 (20) | 73,8 1959 (04) | 116,8 1886 (26) | 66,5 1935 (05) | 52,5 1931 (04) | 116,8 26/10/1886 |
| dont nombre de jours avec précipitations ≥ 1 mm  | 10,2           | 8,4            | 8,7          | 10,2           | 9,8          | 7,3            | 5,7            | 6,8          | 6,7            | 8,7             | 9,6            | 10             | 102              |
| dont nombre de jours avec précipitations ≥ 5 mm  | 3,9            | 3,6            | 3,5          | 5              | 5            | 3,8            | 2,5            | 3,1          | 3,4            | 4,2             | 3,9            | 3,9            | 45,8             |
| dont nombre de jours avec précipitations ≥ 10 mm | 1,3            | 1,5            | 1,2          | 2,4            | 2,5          | 1,8            | 1,4            | 1,6          | 2              | 1,9             | 1,8            | 1,7            | 21,1             |

## Anémométrie
| Mois                                      | jan.         | fév.         | mars         | avril        | mai          | juin         | jui.           | août           | sep.         | oct.           | nov.         | déc.         | année           |
| ----------------------------------------- | ------------ | ------------ | ------------ | ------------ | ------------ | ------------ | -------------- | -------------- | ------------ | -------------- | ------------ | ------------ | --------------- |
| Record de vent sur 10 minutes (km/h)      | 2,1          | 2,4          | 2,6          | 2,7          | 2,4          | 2,4          | 2,4            | 2,2            | 2            | 2,1            | 2            | 2,1          | 2,3             |
| Record de vent (km/h) date du record      | 29 2009 (24) | 30 2003 (26) | 28 1991 (07) | 28 2003 (14) | 26 1997 (06) | 37 2006 (19) | 29,4 2013 (27) | 37,5 2015 (31) | 27 2010 (07) | 28,1 2012 (19) | 26 1995 (11) | 31 1999 (27) | 37,5 31/08/2015 |
| Nombre de jours avec rafales ≥ 57,6 km/h  | 2,1          | 2,7          | 3,1          | 3,8          | 1,4          | 1,1          | 1,3            | 1,3            | 1,1          | 1,8            | 1,5          | 2,3          | 23,4            |
| Nombre de jours avec rafales ≥ 100,8 km/h | 0,1          | 0,1          | 0,1          | 0,1          |              | 0,1          |                |                |              | 0,1            |              | 0,1          | 0,4             |

## Évapotranspiration
| Mois            | jan. | fév. | mars | avril | mai   | juin  | jui.  | août  | sep. | oct. | nov. | déc. | année |
| --------------- | ---- | ---- | ---- | ----- | ----- | ----- | ----- | ----- | ---- | ---- | ---- | ---- | ----- |
| ETp Penman (mm) | 12,1 | 24,2 | 59,9 | 85,7  | 117,5 | 139,2 | 152,7 | 133,5 | 83,3 | 44,6 | 16,8 | 9,9  | 879,4 |